# 国際労働者協会スペイン地域連盟

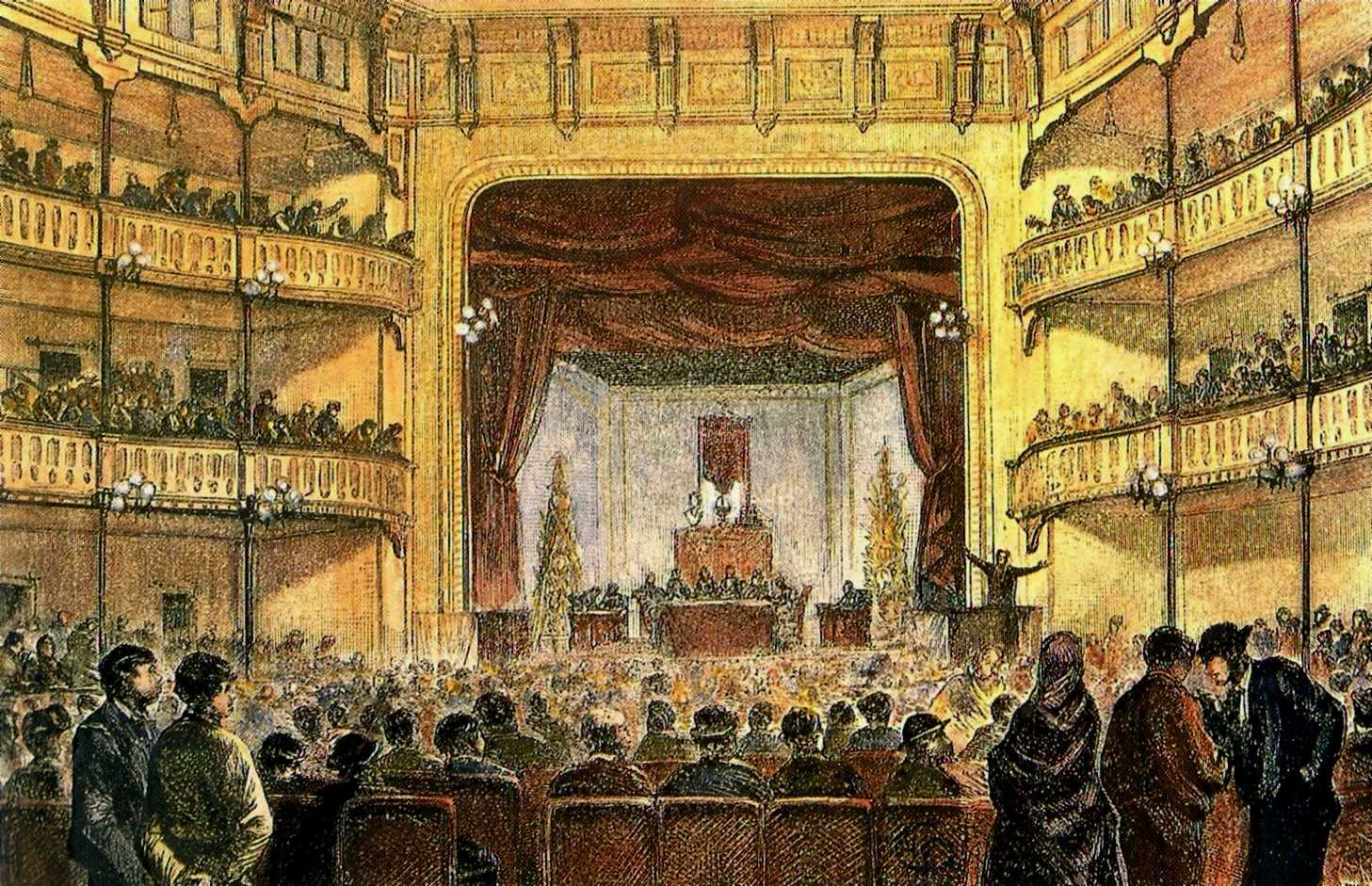
1870年のバルセロナ労働者会議の版画

国際労働者協会スペイン地域連盟（こくさいろうどうしゃきょうかいスペインちいきれんめい、スペイン語: Federación Regional Española de la Asociación Internacional de Trabajadores, FRE-AIT）は、社会主義の労働者階級組織であり、今日では第一インターナショナルとして知られる、国際労働者協会のスペイン支部であった。

## 概要
FRE-AITは1870年から1881年の期間活動し、スペインの労働運動だけでなく、世界的に台頭しつつあったアナキズムの思想にも影響を及ぼした。
スペイン国内の多数の労働組合との連携により、スペイン地域連盟は急速に発展し、1873年には29,000人を超える組合員を擁する、第一インターナショナル最大の全国支部の一つとなった:71。
しかし、会員はスペインにおいて均一に分布しているわけではなかった。地元のバルセロナ支部の会員が6000人に達したのに対し、マドリード支部は200人を上回ることはなかった :60。
スペイン地域連盟は1910年に設立された現在のCNTの前身だと考えられている。

## 歴史

### 形成
1868年革命でブルボン朝のイザベル二世が打倒され、革命の六年間が始まると、数十年ぶりに自由で急進的な思想が公然と広まった。1870年6月にバルセロナ労働者会議が開催されたことは、新興のスペインの労働者階級の代表者たちに、公然と組織的に団結する最初の機会を与えた。バルセロナ会議には89人の代表が出席し、6年前にロンドンで労働者と労働組合を世界的に結びつけることを目的に設立された第一インターナショナルへの加盟を決議した。:168–169 バルセロナ大会の代表たちは、第一インターナショナルの階級闘争の目的を達成する最善の方法について一致せず、新しく結成されたスペイン地域連盟は、バクーニン主義の集産主義的アナキズム、シンジカリズム、協同組合主義に沿った派閥を発展させていくことになった。:55-56

### 鎮圧と分裂
1871年3月、パリ・コミューンが樹立されると、労働者階級の蜂起に対する反動的な恐怖が上流階級や中流階級に広がっていった。バルセロナでは、同様の反乱を阻止するために、ストライキや組合集会が禁止された。:173 多くのコミュナードがスペインに亡命したため、社会主義労働者階級の蜂起に対する自由主義者と保守主義者の恐怖がさらに強まった。スペイン政府はスペイン地域連盟の活動を制限し、1871年6月、スペイン地域連盟の連邦評議会はスペインを離れ、ポルトガルに亡命した。スペイン国会では、内務大臣プラクセデス・マテオ・サガスタが第一インターナショナルを犯罪組織だと表現した。:61  パリ・コミューンの影響で、スペインでは労働者階級と中産階級との間にさらに溝ができることになった。:141–142
1871年7月にセラーノ政権が崩壊すると、マヌエル・ルイス・ソリージャ率いる次期政権はインターナショナルに対してより友好的で、スペイン地域連盟連邦評議会はスペインに戻った。  1871年9月、スペイン地域連盟はバレンシア会議を開催し、よりバクーニン主義的な決議を行い、よりマルクス主義に傾いていたインターナショナルの決議と対立することになった。:51:77  しかし、スペイン地域連盟のより小規模なマドリード支部は、より正統なマルクス主義的アプローチを維持し、1871年末、パリ・コミューンの余波でカール・マルクスの娘と婿、ローラ・マルクスと ポール・ラファルグを亡命者として迎え入れることになる。:155
1871年11月10日、スペイン国会はスペイン地域連盟の組織化を禁止する動議を可決した。この禁止は、常に強制されたわけではなかったが、スペイン地域連盟は1872年にかけて秘密裏に活動することを余儀なくされた。:204  1872年4月にサラゴサで開かれた次のスペイン地域連盟の大会では、マルクス主義者とバクーニン主義者の間でさらなる分裂が起こり、後者が引き続き組織を支配していた。ついに1872年6月までに、ラファルグに関連するスペイン地域連盟内のマルクス主義派のメンバーが除名された。1872年4月にサラゴサで開かれた次のスペイン地域連盟の大会では、マルクス主義者とバクーニン主義者の間でさらなる分裂が起こり、後者が引き続き組織を支配していた。:187-188  ついに1872年6月までに、ラファルグに関連するスペイン地域連盟内のマルクス主義派のメンバーが除名された。:162  マドリードを中心に追放されたマルクス主義者のメンバーは、1872年7月に新マドリード連盟を結成し、インターナショナルに公式に承認されたが、当時のスペイン地域連盟の残りのメンバー15000人と比較して数百人しかメンバーを獲得することができなかった。:63
1872年9月の第一インターナショナルハーグ会議において、バクーニン主義者は追放され、スペイン地域連盟は1873年1月に分裂した第一インターナショナルを継承し、無政府主義者によって設立された、サンティミエ・インターナショナルに加盟した。:63 スペイン地域連盟のその時の厳格な反権威的立場に基づいて、組織の連邦評議会は解散し、労働者階級の産業都市アルコイに新しい評議会が設立された。:71

### スペイン第一共和政
873年2月、アマデオ国王の退位により、スペイン第一共和政が宣言された。 スペイン地域連盟の多くの派閥は選挙制度への参加を倦厭していたが、組織はスペインの共和政への移行を歓迎し、1873年5月の総選挙に向けて労働者の権利のために激しいキャンペーンを展開した。:201  左派のフランセスク・ピ・イ・マルガリが選挙で勝利すると、スペイン地域連盟はバルセロナや他の都市でデモを組織し、労働者の権利改善とより分権化された連邦国家を要求した。ピはこれらの考えを受け入れたが、スペイン国会は新しいスペイン憲法（1873年スペイン憲法草案）起草を通じて連邦国家を実現したいと考えていたので、政府の対応はスペイン地域連盟と過激派の間ではあまりにも遅いとみなされた。1873年7月、スペイン地域連盟はアルコイで石油革命として知られる労働者の蜂起を組織しようとしたが、この蜂起は4日間で鎮圧され、スペイン地域連盟はその活動をアルコイからマドリードに引き戻した。:197-200同じ頃、バルセロナではスペイン地域連盟の支援を受けてゼネストが行われた。:208
1874年まで続いたカントンの反乱では、「非妥協派」と呼ばれるより急進的なアナキストの支持者が国家による連邦を認めず、独立したカントンを組織し、自己組織化を始めた。:200

### 地下活動化と急進化
1874年1月、パビア将軍のクーデターによりスペイン政府は転覆され、再び反動的な保守主義の時代が到来する。 1月10日、スペイン地域連盟は再び禁止され、そのオフィスは政府によって占拠された。:40  スペイン地域連盟は地下に潜り、秘密裏に資料や会議を組織し始めた。:256  組織は何とかサンティミエ・インターナショナルとの関係を維持し、スペイン地域連盟は1875年のブリュッセルでのインターナショナル大会に代表者を送り込むことさえした。:203-204
地下に潜った後、スペイン地域連盟はマドリードからバルセロナに移り、復活したブルボン王政を打倒するために、より反乱的な政策に傾いた。:263  1876年までに、スペイン地域連盟は行為によるプロパガンダを主張し始め、サンティミエ・インターナショナルと対立することになる。:239-241  1877年に、スペイン地域連盟の中で、バクーニンの信奉者とクロポトキンの信奉者がそれぞれ率いる無政府集産主義者と無政府共産主義者の間で新たな亀裂が生じ始めた。スペイン地域連盟は全体としてバクーニンの集産主義的アプローチを維持していたが、アンダルシア支部はより無政府共産主義的な路線で組織されていた。:51-55

### 解散
1881年、プラクセデス・マテオ・サガスタが率いる新しい連邦政府によって結社の自由が保障された。スペイン地域連盟の内部でイデオロギーが分裂し、急進主義が蔓延したため、 1881年のバルセロナ労働者会議で組織は解散し、より穏健なアナルコサンディカリストのスペイン地域労働者連盟 (FTRE)が公然と活動を許可された。:241-242  FTRE自体は1888年までしか存続しなかった。:107